# Staatsrat (Danzig)
Der Staatsrat war die provisorische Regierung der entstehenden Freien Stadt Danzig von März bis Oktober 1920.

## Geschichte
Vorgeschichte
Durch den Versailler Vertrag von 1920 wurden Danzig aus dem deutschen Staatsverband herausgelöst.  Am 9. Januar 1920 wurde ein Umsetzungsankommen abgeschlossen und die Staatshoheit über die künftige Freie Stadt Danzig ging auf die Siegermächte über. Die deutschen Truppen der Danziger Garnison wurden verabschiedet und alliierte Truppen Anfang Februar rückten alliierte Truppen unter General Richard Haking zogen Anfang Februar  ein. Der britische Diplomat Reginald Thomas Tower wurde als Administrator und vorläufiger Hoher Kommissar des Völkerbundes Verwaltungschef.
Staatsrat in Danzig
Am 5. März 1920 berief Tower zur Führung der laufenden Verwaltungsgeschäfte den Staatsrat. Er bestand zunächst aus Oberbürgermeister Heinrich Sahm als Vorsitzenden, dem Oberregierungsrat Felix Otto von Kameke und dem stellvertretenden Landrat Emil Venske.
Mit Verordnung vom 20. März wurde der Staatsrat durch 6 Vertreter der politischen Parteien und durch Leiter verschiedener Verwaltungen vergrößert. Diese Chefs der Behörden (Gericht, Eisenbahn, Zollverwaltung, Post) waren nur in Angelegenheiten stimmberechtigt, die die eigenen Ressorts betraf.
Er hatte nun die Kompetenz, Verordnungen mit Gesetzeskraft zu erlassen und über Mittelaufnahme und -verwendung zu entscheiden. Reginald Thomas Tower behielt sich die Bestätigung einzelner Beschlüsse vor und verlangte die Vorlage aller Beschlüsse.
Auflösung
Nach der Bildung des ersten Senats (Sahm I) gingen die Amtsbefugnisse im Oktober 1920 auf diesen über und der Staatsrat beendete seine Tätigkeit.

## Mitglieder
Der Staatsrat bestand aus
Staatsrat im engeren Sinne
- Oberbürgermeister Heinrich Sahm – Vorsitzender
- Oberregierungsrat Felix Otto von Kameke, stellvertretender Regierungspräsident – Stellvertretender Vorsitzender
- Regierungsrat Emil Venske, stellvertretender Landrat des Kreises Danziger Höhe

Leiter von Behörden
Die Leiter einzelner Behörden waren nur in den sie betreffenden Angelegenheiten stimmberechtigt.
- Geheimer Oberjustizrat Paul Kirchner, Landgerichtspräsident
- Oberregierungsrat Bruno Schmauch, stellvertretender Eisenbahndirektionspräsident
- Paul Beermann, Präsident der Oberpostdirektion
- Oberregierungsrat Friedrich Kraefft, stellvertretender Präsident der Oberzolldirektion

Vertreter der Parteien
- Oberregierungsrat a. D. Karl Kette (Deutschnationale)
- Amtsrichter Dr. Otto Loening, Dozent an der Technischen Hochschule (Deutschdemokrat)
- Dekan Anton Sawatzki (Zentrum)
- Arzt Dr. Frank Kubacz (Pole)
- Parteisekretär Julius Gehl (Sozialdemokrat)
- Kaufmann Arthur Raube (Unabhängiger Sozialdemokrat).

Stellvertreter für die Vertreter der politischen Parteien
- Werftbesitzer Willi Klawitter (Deutschnationaler)
- Kaufmann Dr. Paul Damme (Deutschdemokrat)
- Gewerkschaftssekretär Richard Gaikowski (Zentrum)
- Rechtsanwalt Bonifatius Łangowski (Pole)
- Arthur Brill (Sozialdemokrat)
- Kaufmann Wilhelm Rahn (Unabhängiger Sozialdemokrat).